# کالای تندمصرف

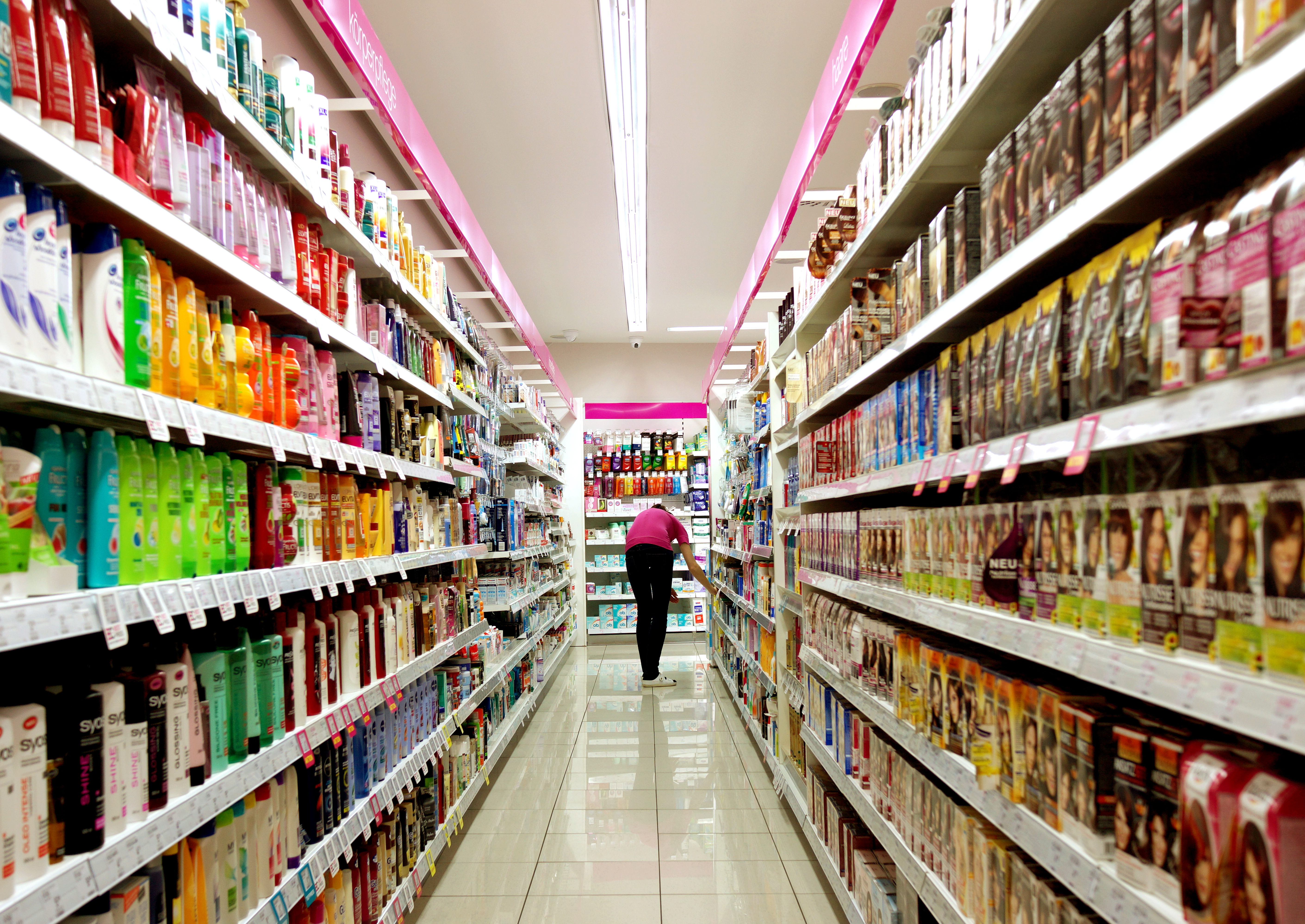
بخش زیادی از قفسه‌ سوپر‌مارکت‌ها به کالاهای تندمصرف اختصاص دارد.

کالای تندمصرف یا پرگردش (انگلیسی: Fast-moving consumer goods) محصولی است که به‌سرعت و با قیمت نسبتاً پایینی به‌فروش می‌رسد. کالاهای بی‌دوام مانند خوراکی‌های بسته‌بندی‌شده، نوشیدنی‌ها، وسایل بهداشتی، و داروهای غیرداروخانه‌ای از جملهٔ این کالاها هستند؛ در مقابل، کالاهای بادوام و وسایل بزرگ مانند تجهیزات آشپزخانه در این دسته جای نمی‌گیرند، زیرا عموماً ظرف دورهٔ زمانی طولانی‌ای، مشتمل بر چند سال جای‌گزین می‌شوند.